# Мастер и Маргарита (фильм, 2024)
«Ма́стер и Маргари́та» (ранее «Во́ланд») — российский фэнтезийный драматический фильм режиссёра Михаила Локшина по мотивам одноимённого романа Михаила Булгакова. Главные роли исполняют Аугуст Диль, Евгений Цыганов, Юлия Снигирь, Клас Банг, Юрий Колокольников, Алексей Розин и Полина Ауг. Производством картины занимались компании «Марс Медиа Энтертейнмент», «Амедиа» и «Профит» при участии Фонда кино. 
Премьера фильма состоялась 25 января 2024 года. Телевизионная премьера фильма состоялась 19 января 2025 года на телеканале «НТВ». Фильм получил в основном положительные отзывы в российской прессе и ряд наград, среди которых семь премий «Ника», в том числе за лучший игровой фильм. 

## Сюжет
Действие фильма развивается в футуристической Москве 1930-х годов. Повествование разделено на несколько параллельных историй, а сюжетные линии «Мастера и Маргариты» Булгакова изменены и перетасованы.
Известный писатель на взлёте своей карьеры оказывается в центре литературного скандала. Спектакль по его пьесе о Понтии Пилате снимают с репертуара московского театра за критику власти и пропаганду религиозных учений. Произведение запрещают на заседании Союза писателей, коллеги демонстративно избегают встречи с писателем, в считаные дни он превращается в изгоя.
Отчаявшийся писатель случайно встречает замужнюю Маргариту, которая становится его любовницей и музой, а самого писателя она называет Мастером. Воодушевлённый её любовью и поддержкой, писатель берётся за новый роман о себе и своём окружении. В этом романе персонажи — это люди из окружения Мастера, а Москву посещает Сатана, замаскированный под иностранного консультанта Воланда. Воланд и его подручные вносят хаос в жизнь города и устраивают в театре сеанс чёрной магии.
По доносу приятеля-сценариста Алоизия власти узнают, что Мастер вновь пишет истории сомнительного содержания. К писателю приходят с обыском, он сжигает рукопись «Мастера и Маргариты». После заключения и допросов писатель попадает в психиатрическую больницу. Мастер в больнице тайно завершает роман и кончает жизнь самоубийством. Маргарита забирает рукопись через медсестру Прасковью Фёдоровну, принимает яд, успевает прочесть роман и также умирает. В мире романа Маргарита превращается в ведьму, участвует в бале Сатаны и воссоединяется с Мастером.

## В ролях
| Актёр              | Роль                                                                |
| ------------------ | ------------------------------------------------------------------- |
| Аугуст Диль        | Воланд                                                              |
| Евгений Цыганов    | Мастер                                                              |
| Юлия Снигирь       | Маргарита                                                           |
| Клас Банг          | Понтий Пилат                                                        |
| Юрий Колокольников | Коровьев                                                            |
| Алексей Гуськов    | барон Борис Петрович Майгель                                        |
| Алексей Розин      | Азазелло                                                            |
| Александр Яценко   | Алоизий Могарыч сценарист                                           |
| Евгений Князев     | главный редактор литературного журнала Михаил Александрович Берлиоз |
| Данил Стеклов      | поэт Иван Бездомный                                                 |
| Полина Ауг         | Гелла / Гала                                                        |
| Леонид Ярмольник   | доктор Александр Николаевич Стравинский                             |
| Дмитрий Лысенков   | критик Осаф Семёнович Латунский                                     |
| Игорь Верник       | народный артист СССР Жорж Бенгальский                               |
| Яна Сексте         | Прасковья Фёдоровна фельдшер в клинике Стравинского                 |
| Юра Борисов        | Кот Бегемот (озвучивание)                                           |
| Мейн-кун Кеша      | Кот Бегемот                                                         |
| Макрам Хури        | первосвященник Каифа                                                |
| Аарон Водовоз      | Иешуа Га-Ноцри                                                      |
| Марат Башаров      | директор театра Степан Богданович Лиходеев                          |
| Валерий Кухарешин  | финдиректор театра Григорий Данилович Римский                       |
| Павел Ворожцов     | администратор театра Иван Савельевич Варенуха                       |
| Никита Тарасов     | следователь                                                         |
| Евгений Харитонов  | швейцар Драмлита                                                    |
| Денис Пьянов       | председатель жилтоварищества Никанор Иванович Босой                 |
| Аркадий Коваль     | директор ресторана Арчибальд Арчибальдович                          |
| Софья Синицына     | Фрида                                                               |
| Александр Тютин    | председатель МАССОЛИТа Желдыбин                                     |
| Агриппина Стеклова | Настасья Лукинична Непременова (Штурман Жорж)                       |
| Илья Сланевский    | Гиндин актёр, игравший Иешуа в театре                               |
| Илья Попов         | Аббадон                                                             |
| Сергей Беляев      | буфетчик Андрей Фокич Соков                                         |
| Сергей Фролов      | скептический зритель                                                |
| Валентин Самохин   | писатель Иероним Поприхин                                           |
| Ольга Озоллапиня   | Пелагея Антоновна жена Босого                                       |
| Александр Сибирцев | заботливый муж                                                      |
| Мария Дубина       | Аннушка                                                             |
| Олег Назаров       | Вячеслав Сергеевич муж Маргариты                                    |
| Дмитрий Рудков     | Парчевский зритель в театре                                         |

## Производство
В 2017 году российская производственная компания «Марс Медиа» решила экранизировать роман «Мастер и Маргарита» и купила права на это произведение у наследников Булгакова — Сергея и Дарьи Шиловских, но вскоре получила претензию из США. Выяснилось, что правообладатели уже продали права в Голливуд, продюсером фильма должен был стать Майкл Ланг. Компания «Марс Медиа» подала иск к Шиловским на сумму 115 миллионов рублей для возмещения производственных убытков.
В 2018 году фильм вошёл в список кинопроектов, которым «Фонд кино» выделяет государственную поддержку. Тогда сообщалось, что бюджет фильма составляет 800 миллионов рублей. По словам первого режиссёра фильма Николая Лебедева, сценарий, раскадровки и режиссёрские экспликации были полностью готовы ещё в марте 2018 года, а дата выхода была запланирована на 2021 год. Тем не менее в октябре 2019 года он сообщил, что проект ещё только формируется, и к подготовительной фазе съёмок можно будет приступать через год в лучшем случае.
Вскоре было объявлено, что за работу возьмутся три кинопродюсера: Рубен Дишдишян, Игорь Толстунов и Леонард Блаватник (тоже кинопродюсер, но в первую очередь — известный предприниматель). Сначала не смогли полностью решить вопросы финансирования, затем обстоятельства сменились из-за пандемии коронавируса, и Лебедев начал работу над фильмом «Нюрнберг».
Новым режиссёром картины стал Михаил Локшин, ранее снявший фильм «Серебряные коньки». Название фильма сменилось на «Воланд». Новый сценарий вместе с Локшиным написал Роман Кантор, работавший над «Коньками» и сериалом «Эпидемия». После монтажа продюсеры вернули картине название — «Мастер и Маргарита».
Сначала я, как человек, читавший роман два раза, любивший, естественно, и прочитавший всего Булгакова, сказал, что этот роман невозможно сделать в полнометражном фильме, помня свои ощущения от него. Но сказал: давайте мы подумаем, если вы даёте нам свободу размышлять на эту тему, то мы к вам вернёмся.Михаил Локшин
Съёмки фильма начались в июле 2021 года и продлились до октября 2021 года в Москве, Санкт-Петербурге, а также на Мальте. Выпустить картину в прокат изначально планировалось в конце 2022 года. Компания дистрибьютер Universal Pictures выпустила первый трейлер фильма в феврале 2022 года. Затем выход фильма перенесли на 2023 год. Также перенесли фильм из-за ухода компании Universal Pictures из России. Окончательной датой выхода фильма стало 25 января 2024 года.
По словам режиссёра, фильм мог быть несколько длиннее — на 12—15 минут. Из-за сложностей, возникших в связи с вторжением России на Украину, не вошли линия Никанора Ивановича Босого, драматическая сцена Коровьева и другие сцены свиты, срывание платьев после Варьете. Бюджета не хватило на бал с фонтанами и оркестром из обезьян.

### Локации съёмок
Хотя действие романа происходит в Москве, многие локации, представленные в фильме, снимались в Санкт-Петербурге. Подходящие локации для фильма искала Александра Селиванова, исследовательница архитектуры и автор книги «Постконструктивизм. Власть и архитектура в 1930-е годы в СССР». Создатели хотели не воссоздать достоверный образ Москвы из 1930-х годов, а показать «фантасмагорию, коллаж, сборку». В фильме стремились передать образ футуристической Москвы из фильма «Новая Москва» 1938 года выпуска, но в более инфернальном образе в духе «Метрополиса» Фрица Ланга.
Селиванова и команда съёмщиков занялись поиском памятников и городских ансамблей «посконструктивистской» архитектуры 1930-х годов. В итоге многие локации были сняты в Санкт-Петербурге, так как постройке 1930-х годов в этом городе присуща ансамблевость. Многие здания в фильме на заднем плане были созданы с помощью компьютерной графики — это были неосуществлённые проекты из планов реконструкции Москвы, например Дворец Советов. 
Почти на всех уличных сценах в фильме изображаются строительные работы, что отсылает к активной перестройки Москвы в обозначенный период. Со слов художника-постановщика Дениса Лищенко, создатели хотели передать чувство возникающей тоталитарной реальности, просто «взывающей к визиту Воланда». Сцена в «Патриарших прудах» была снята на Московской площади в Санкт-Петербурге. Лищенко упоминал, что по плану реконструкции Москвы Патриаршие пруды должны были стать «закатанной под асфальт» площадью: «Когда в городе не остается ничего живого, тогда там появляется дьявол». Обиталище Мастера наоборот воплощало образ старой и исчезающей Москвы. Подходящее здание искали в Минске и Санкт-Петербурге, в итоге выбрали московский Дом Палибина 1818 года постройки.
В фильме сняты такие московские здания, как главный корпус Российской государственной библиотеки, главный учебный корпус МГТУ имени Баумана, фасад главного здания МГУ им. Ломоносова, деревянный жилой дом Палибина в Хамовниках на улице Бурденко, 23. Одна из сцен происходит на аллее на Патриарших прудах. В Санкт-Петербурге в кадр попали архитектурный ансамбль Московской площади, в том числе Дом Советов, жилой дом на Таврической улице, 5 («Дом Хренова»). В различных сценах показаны интерьеры здания Российской национальной библиотеки на Московском проспекте в Санкт-Петербурге (лестница в лечебнице), помещение ресторана в московской высотке на Кудринской площади, один из залов в здании Этнографического музея в Петербурге, фойе московского Театра Российской Армии. 
Сцены с Понтием Пилатом и Иешуа Га-Ноцри, происходящие в древнем городе Ершалаиме (Иерусалима), снимали на улицах средиземноморского островного государства Мальта.  
| |  |  |  |  |
| Парадная лестница нового здания Библиотеки (Санкт-Петербург), Дом Палибина (Москва), Мраморный зал Этнографического музея (Санкт-Петербург), Театр Российской армии (Москва), Московская площадь (Санкт-Петербург) |  |  |  |  |

## Отзывы и оценки
Фильм получил в основном положительные отзывы в российской прессе; по данным агрегатора, резко отрицательных обзоров на него не было совсем. Критики хвалили фильм за актёрскую игру, визуальную красоту и злободневность. О нём писали: «Редчайший случай, когда современные авторы вступают в соавторство с классиком, в соразмышление с ним» (Валерий Кичин, «Российская газета»), «В изображении есть своего рода пряная поэзия, очень подходящая роману» («Сеанс»), «Обладающее ярким стилем большое кино о силе любви» («Мир фантастики»). Дмитрий Соколов в рецензии для портала «Киномания» назвал фильм практически лишённым недостатков. Кинокритик Николай Никулин (ведущий передачи «В кадре» на РЕН ТВ) в своем личном блоге «Кинокритик против» поставил фильму высший балл — 10/10. Кинокритик Антон Долин написал: «В это почти невозможно поверить: наконец-то роман, настолько не поддававшийся экранизациям, что поговаривали о проклятии, обрёл не просто достойное, а удачное, совершенно неожиданное кинопрочтение». Кинокритик Лилия Шитенбург написала: «Незаконченный, не свободный от противоречий роман на экране блеснул единством структуры и впечатляющей стройностью повествования». А кинокритик Алексей Гусев, отметив отдельные стилистические недостатки, тем не менее резюмировал: «Сколько счетов к этому фильму ни предъявляй, сколько огрехов и ошибок в нём ни находи, — в одном, по меньшей мере, качестве он безупречен: как экранизация».
С другой стороны, именно отступление от первоисточника во многих обзорах отмечали как недостаток фильма. Так, Лидия Маслова в обзоре для «Кинопоиска» критиковала фильм за отход от книги, отметив, однако, отличную работу актёров. В издании «Коммерсантъ» подвергли также критике то, что авторы сосредоточились на «московской» линии романа: «Как и их не слишком удачливые предшественники — Юрий Кара в картине 1994 года и Владимир Бортко в сериале 2005-го — авторы сосредоточились в большей степени на московских перипетиях с участием загадочного иностранца, нежели на происходящем в Ершалаиме».
На работу постановщика, живущего в США и выступавшего против войны, обратили внимание российские чиновники и пропагандисты; среди прочего, они потребовали наказать Фонд кино за финансирование проекта. Правый публицист Егор Холмогоров назвал фильм «пропагандой сатанизма и терроризма».
По итогам года некоторые российские издания включили «Мастера и Маргариту» в свои списки лучших фильмов года, в частности «Афиша», «Искусство кино», «Кинопоиск», «Сеанс», «Фильм.ру». Журнал «Мир фантастики» назвал «Мастера и Маргариту» фильмом года.

## Бюджет и сборы
Бюджет фильма составил 1,2 млрд рублей. Согласно данным Единой автоматизированной информационной системы Фонда кино за первые две недели проката фильм собрал более 1 млрд рублей.
В марте 2024 года фильм «Мастер и Маргарита» стал первым релизом с возрастным рейтингом «18+», который смог собрать более 2 млрд рублей в российском прокате.

## Награды и достижения
- 2024 — премия «Кибер Best» в номинации «Российский фильм года»[53].
- 2024 — главный фильм 2024 года по мнению российских кинематографистов на «Кинопоиске»[54].
- 2024 — премия «Белый слон» в номинациях «Лучший игровой полнометражный фильм», «Лучший сценарий» (Роман Кантор, Михаил Локшин), «Лучшая работа художника» (Денис Лищенко), «Лучшая музыка» (Анна Друбич), «Лучшая мужская роль второго плана» (Аугуст Диль) и «Событие года»[55].
- 2025 — премия «Ника» в номинациях:
  - Лучший игровой фильм[56].
  - Лучшая мужская роль — Евгений Цыганов[57].
  - Лучшая женская роль — Юлия Снигирь[57].
  - Лучшая операторская работа — Максим Жуков[56].
  - Лучшая работа художника — Денис Лищенко[56].
  - Лучшая работа художника по костюмам — Галина Солодовникова, Ульяна Полянская[56].
  - Лучшая работа звукорежиссёра — Алексей Самоделко[56].